# タンチュー県

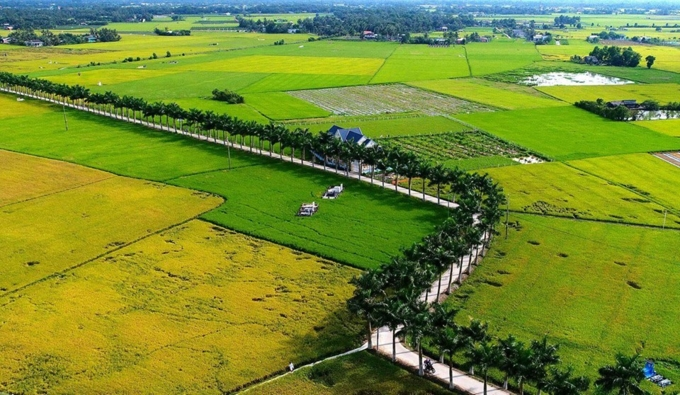
平野の空撮写真

タンチュー県（タンチューけん、ベトナム語：Huyện Tân Trụ / 縣新柱?）は、ベトナム社会主義共和国ロンアン省の県。面積は106.866 km²、人口は91,440人（2019年）である。

## 行政区画
1市鎮9社から構成される。